# 達米安·李
達米安·李（英語：Damion Lee，1992年10月21日—）是美國職業籃球運動員，效力於美國國家籃球協會（NBA）的鳳凰城太陽隊。2018年2月22日，李入選美国国家男子籃球队，征战2019年男篮世界杯资格赛。達米安·李也是史蒂芬·柯瑞的妹夫。

## 高中生涯
李毕业于马里兰州陶森的卡尔弗特霍尔学院高中，在他的最后一个赛季，他入选了巴尔的摩太阳报全美第二阵容和巴尔的摩天主教联盟全美第一阵容。李就读于康涅狄格州奥克代尔的圣托马斯莫尔预科学校，2010-11赛季，他场均得到17分、6个篮板和5次助攻。李入选了新英格兰预科学校体育理事会第一队，带领球队取得了30胜7负的战绩，并获得了全国预科学校锦标赛冠军。

## 職業生涯
1. 2018跟NBA亞特蘭大老鷹簽約隨即被交易去金州勇士

(現今至鳳凰城太陽)